# Laophontina acantha
Laophontina acantha är en kräftdjursart som beskrevs av Noodt 1955. Laophontina acantha ingår i släktet Laophontina och familjen Laophontidae. Inga underarter finns listade i Catalogue of Life.